# Southern Cross Classic
Southern Cross Classic je zaniklý ženský tenisový turnaj WTA Tour nejnižší kategorie Tier V, který se uskutečnil v roce 1988. Konal se v australském Adelaide na otevřených dvorcích s tvrdým povrchem.

## Vítězky

### Dvouhra
| Rok  | Vítězka      | Finalistka       | Výsledek |
| ---- | ------------ | ---------------- | -------- |
| 1988 | Jana Novotná | Jana Pospíšilová | 7–5, 6–4 |

### Čtyřhra
| Rok  | Vítězky                                    | Finalistky                  | Výsledek      |
| ---- | ------------------------------------------ | --------------------------- | ------------- |
| 1988 | Sylvia Haniková Claudia Kohdeová-Kilschová | Lori McNeilová Jana Novotná | 7–5, 6–7, 6–4 |